# Tia Kofi
Tia Kofi, nome artístico de Lawrence John Bolton, é uma drag queen e cantora britânica. É reconhecida por ter competido na segunda temporada do programa televisivo RuPaul's Drag Race UK (2021), e por ter sido a vencedora da segunda temporada da competição internacional RuPaul's Drag Race: UK vs. the World (2024).

## Biografia
Natural de Essex, é descendente de mãe nigeriana e pai britânico que se conheceram na universidade. Frequentou a Universidade de Nottingham, contudo não se formou, tendo posteriomente se fixado em Clapham, no sul de Londres,onde começou a sua carreira como drag queen em 2014. Em Clapham, fez ainda parte de um grupo de performers drags, chamado The Vixens, composto por Pixie Polite, Woe Addams e si própria.
O seu nome artístico é um jogo de palavras com a pergunta "chá ou café?" (em inglês: tea or coffee?), prestando também homenagem a Tia Mowry da sitcom americana Sister Sister e ao ex-secretário-geral das Nações Unidas, Kofi Annan.

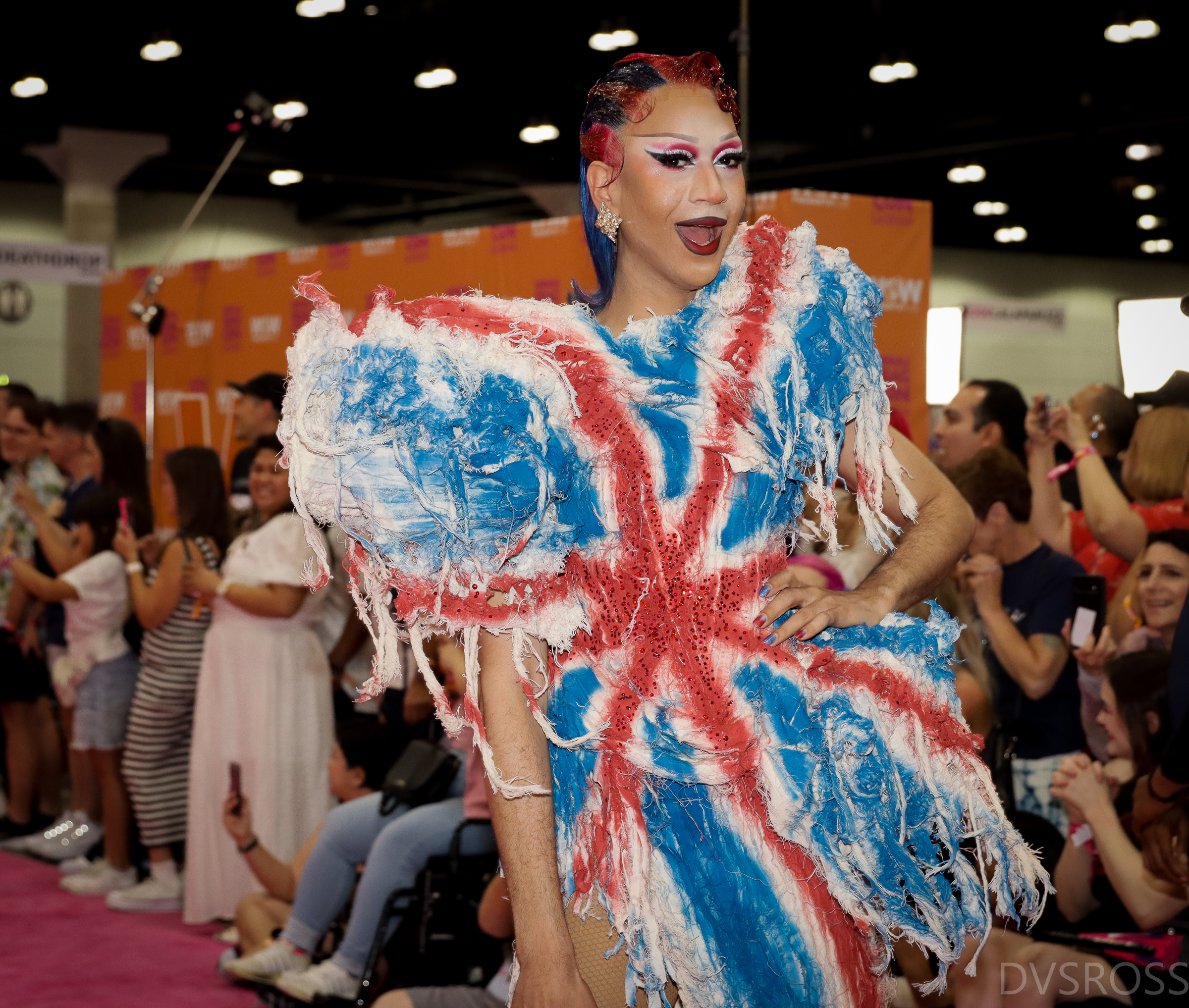
Tia Kofi no evento DragCon 2024

Em dezembro de 2020, foi anunciada como uma das doze concorrentes da segunda temporada de RuPaul's Drag Race UK, acabando por terminar a competição em sétimo lugar na classificação geral. Em fevereiro de 2021, logo após a sua eliminação da competição, Tia Kofi lançou o seu single de estreia "Outside In" (co-escrito por Little Boots, Tom Aspaul e Gil Lewis), bem como um videoclipe a 24 de fevereiro de 2021. Um mês depois, apresentou-se ao lado da vencedora da 1ª temporada, The Vivienne, e da concorrente da 2ª temporada, Veronica Green, no Vaudeville Theatre com o espetáculo "Drag Queens of Pop", o qual foi uma das primeiras apresentações no Teatro de West End após o terceiro confinamento obrigatório da COVID-19 na Inglaterra.
Em 2022, Tia Kofi participou na digressão RuPaul's Drag Race UK: The Official Tour ao lado de todo o elenco da 2ª temporada do programa televisivo, em associação com a World of Wonder e a promotora Voss Events. O seu set consistiu nos singles "Outside In", seguida por "Don't Start Now", de Dua Lipa, e "No Way", do musical Six.
Em maio de 2023, lançou o seu terceiro EP, "Pride. Power. Pop." e o single "Standing Up for the Lonely". Ainda no mesmo mês, interpretou a assistente digital ALGO na segunda temporada do programa "Olga Koch: OK Computer" na BBC Radio 4.
Em 2024, Tia Kofi regressou à competição drag ao participar na 2ª temporada de RuPaul's Drag Race: UK vs. the World. No episódio final, foi nomeada vencedora e coroada "Queen of the Mothertucking World". Posteriormente, levou para casa o primeiro prémio em dinheiro da história do programa no valor de £ 50.000.
Posteriormente, em 2024, co-organizou o evento de abertura "Turquoise Carpet" do Festival Eurovisão da Canção 2024 ao lado da drag queen sueca Elecktra, foi co-apresentadora e entrevistadora dos bastidores do show Het Grote Songfestivalfeest de 2024 em Amesterdão e lançou o seu albúm de estúdio de estreia Read My Lips.

## Vida pessoal
Identifica-se como queer. Teve uma relação amorosa com Pixie Polite, que durou aproximadamente cinco anos. Atualmente é a "drag mother" de Victoria Scone e utiliza os pronomes they/she. 

## Filmografia

### Cinema
| Ano  | Título                                  | Papel                | Notas     | Ref    |
| ---- | --------------------------------------- | -------------------- | --------- | ------ |
| 2004 | Harry Potter e o Prisioneiro de Azkaban | Estudante Hufflepuff | Figurante | [ 24 ] |

### Televisão
| Year | Title                                | Role                    | Notes                            | Ref    |
| ---- | ------------------------------------ | ----------------------- | -------------------------------- | ------ |
| 2021 | RuPaul's Drag Race UK                | Concorrente             | Temporada 2                      | [ 3 ]  |
| 2021 | Celebrity Gogglebox                  | Convidada especial      | Participação em equipa com Tayce | [ 25 ] |
| 2021 | Children in Need 2021                | Convidada especial      |                                  | [ 26 ] |
| 2021 | Be Here, Be Queer                    | Convidada especial      | [ 8 ]                            |        |
| 2022 | Eating with My Ex                    | Convidada especial      | [ 27 ]                           |        |
| 2022 | Celebrity Catchpoint                 | Convidada especial      | [ 28 ]                           |        |
| 2022 | Celebrity Lingo                      | Convidada especial      | [ 29 ]                           |        |
| 2022 | Bring Back My Girls                  | Convidada especial      | [ 30 ]                           |        |
| 2024 | RuPaul's Drag Race: UK vs. the World | Concorrente e Vencedora | Temporada 2                      | [ 31 ] |

### Vídeos musicais
| Ano  | Título                  | Artista                 | Ref    |
| ---- | ----------------------- | ----------------------- | ------ |
| 2017 | "Gotta Get a Grip"      | Mick Jagger             |        |
| 2021 | "My House"              | Jodie Harsh             | [ 32 ] |
| 2021 | "Outside In"            | Tia Kofi                | [ 33 ] |
| 2021 | "Look What You've Done" | Tia Kofi e Cahill       | [ 34 ] |
| 2021 | "Loving Me Like That"   | Tia Kofi                | [ 35 ] |
| 2021 | "Jingle Bell Rock"      | The Vivienne e Tia Kofi | [ 36 ] |
| 2022 | "Get Better"            | Tia Kofi                | [ 37 ] |
| 2022 | "So Good"               | Tia Kofi                | [ 38 ] |

## Discografia

### Álbuns
| Título       | Detalhes                                                                                       |
| ------------ | ---------------------------------------------------------------------------------------------- |
| Read My Lips | - Lançamento: março de 2024 - Editora: Intention - Formato: Download digital, streaming, vinil |

### EPs
| Título               | Detalhes                                                                                     |
| -------------------- | -------------------------------------------------------------------------------------------- |
| Part 1: The Damage   | - Lançado: 2 de setembro de 2021 - Editora: Intention - Formato: Download digital, streaming |
| Part 2: The Antidote | - Lançado: 1 de julho de 2022 - Editora: Intention - Formato: Download digital, streaming    |
| Pride. Power. Pop.   | - Lançado: 26 de maio de 2023 - Editora: Intention - Formato: Download digital, streaming    |

### Singles
| Título                               | Ano  | Álbum                |
| ------------------------------------ | ---- | -------------------- |
| "Outside In"                         | 2021 | Part 1: The Damage   |
| "Look What You've Done" (com Cahill) | 2021 | Part 1: The Damage   |
| "Loving Me Like That"                | 2021 | Part 1: The Damage   |
| "I Want It All"                      | 2021 | Part 1: The Damage   |
| "Jingle Bell Rock"(com The Vivienne) | 2021 |                      |
| "Get Better"                         | 2022 | Part 2: The Antidote |
| "Heart Beating"com MRSHLL            | 2022 | Part 2: The Antidote |
| "I Specialise in Love"               | 2022 |                      |
| "So Good"                            | 2022 | Pride. Power. Pop    |
| “Stading Up for the Lonely”          | 2023 | Pride. Power. Pop    |
| "Maybe It's You"                     | 2023 |                      |
| "Guest List"                         | 2023 |                      |
| "Lonely This Christmas"              | 2023 |                      |
| "Read My Lips"                       | 2024 | Read My Lips         |